# Aceroides synparis
Aceroides synparis är en kräftdjursart. Aceroides synparis ingår i släktet Aceroides och familjen Oedicerotidae. Inga underarter finns listade i Catalogue of Life.